# Louisbourg (Allemagne)
Louisbourg ou Ludwigsbourg (en allemand : Ludwigsburg) ou  est une ville allemande du Land du Bade-Wurtemberg. Ville baroque située en banlieue nord de Stuttgart, au bord du Neckar, de l'autoroute A81 et à 35 minutes en voiture de l'aéroport.

## Géographie

### Quartiers
- Eglosheim

## Histoire
| Appartenances historiques Duché de Wurtemberg 1709-1803 Électorat de Wurtemberg 1803–1806 Royaume de Wurtemberg 1806–1871 Empire allemand 1871–1918 République de Weimar 1918–1933 Reich allemand 1933–1945 Allemagne occupée 1945–1949 Allemagne 1949–présent |

Le duc Eberhard-Louis de Wurtemberg posa la première pierre de son pavillon de chasse, au bord de la rivière Tälesbach le 7 mai 1704, ce qui donna naissance à une ville lorsqu'en 1718, il érigea Louisbourg au rang de résidence principale.
Le 9 septembre 1962, à la fin de sa visite en Allemagne, le général de Gaulle vint à Louisbourg et prononça dans la cour du château, en allemand, un discours à la jeunesse. Les appelant « enfants d'un grand peuple », moins de 20 ans après la fin de la Seconde Guerre mondiale, il les invita, dans une allusion à sa vision d'une Europe libre face à l'URSS mais aussi indépendante des États-Unis, à prendre l'avenir de leur pays résolument en main de concert avec les jeunes Français. L'enthousiasme de l'auditoire était à son comble et ce discours, salué par des vivats d'exaltation, s'établit dans l'Histoire comme l'un des plus célèbres du général.

## Monuments
- Église catholique (Marktplatz)
- Église évangélique (Marktplatz)
- Château de Louisbourg
- Pavillon de chasse et de plaisance Favorite
- Château du lac Monrepos (Seeschloss Monrepos)
- L'appartement du Duc Carl Eugen
- Musée municipal
- Musée pénitentiaire
- Musée de céramiques
- Musée de la mode

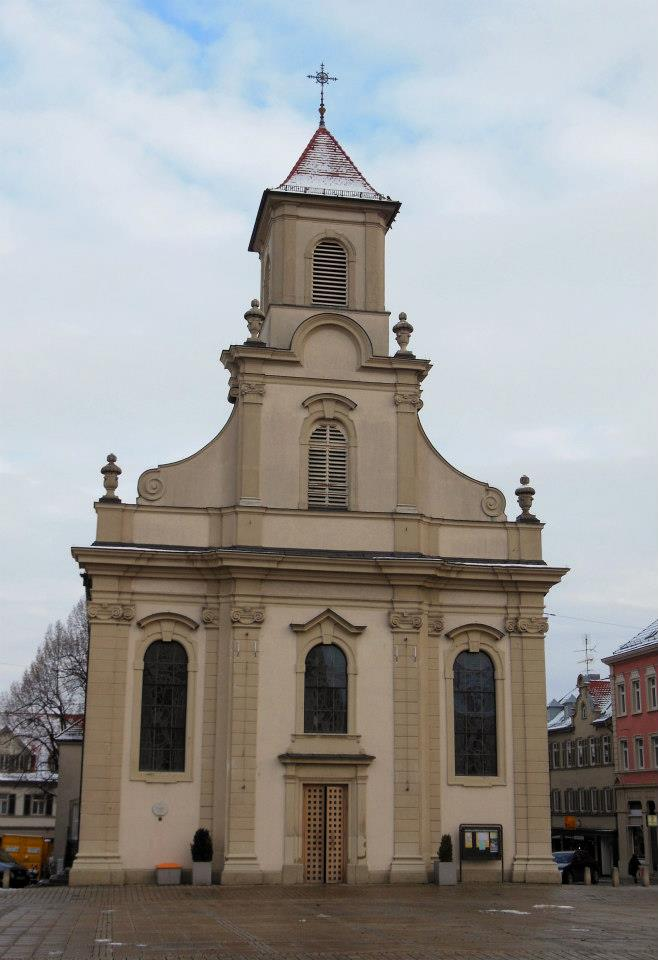
Église catholique (XVIIIe siècle).
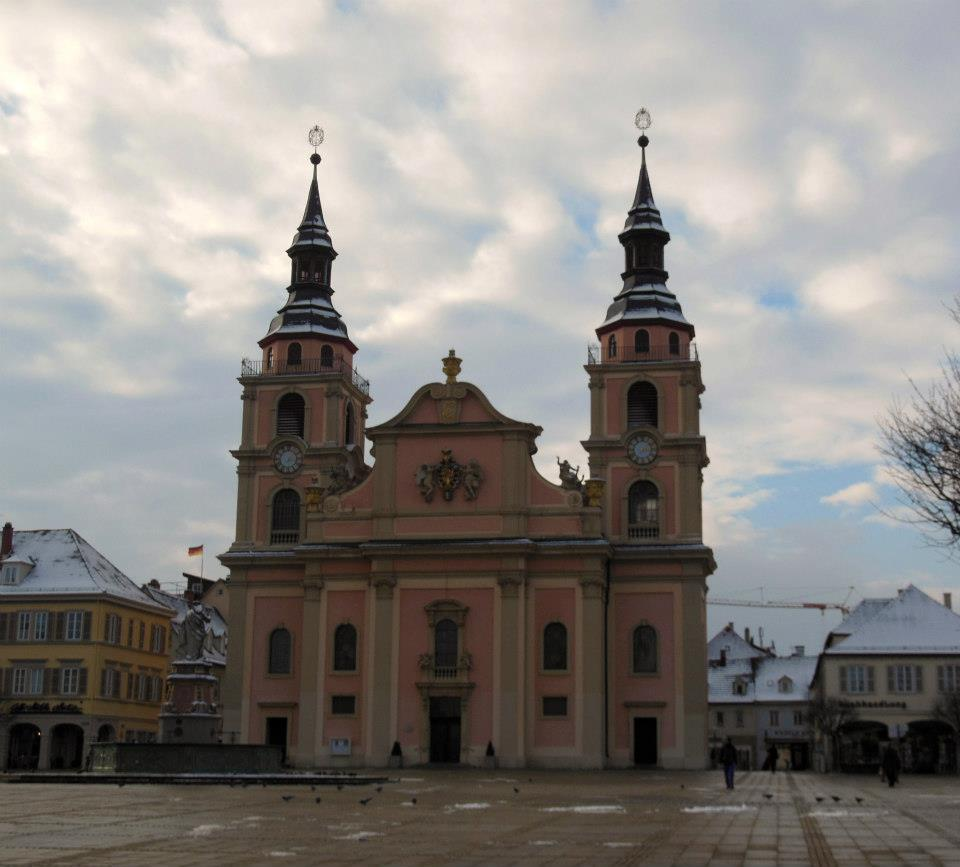
Église évangélique (XVIIIe siècle).
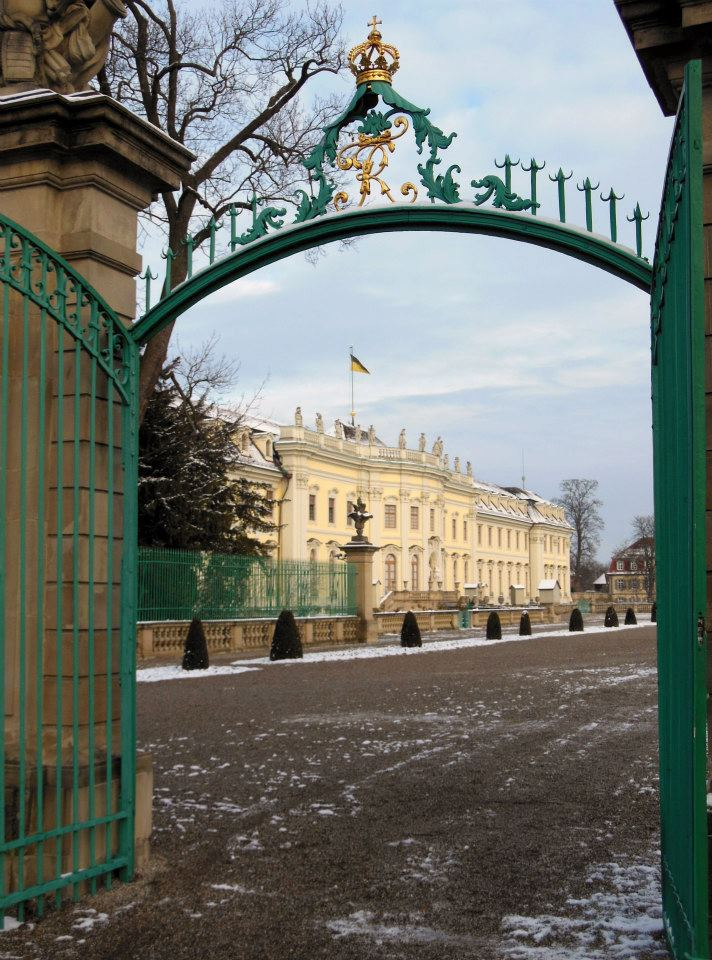
Château de Ludwigsburg (XVIIIe siècle).
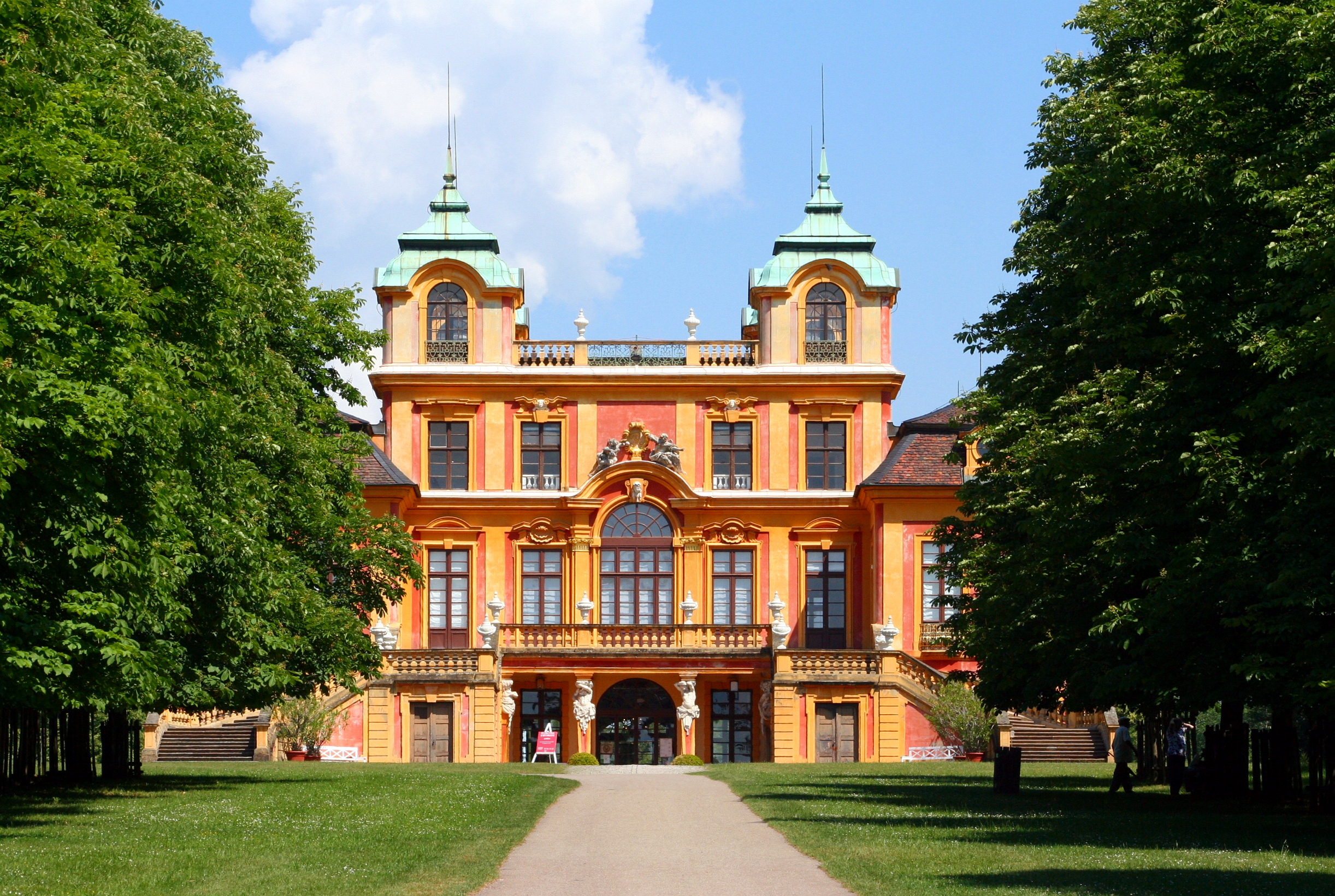
Château Favorite (XVIIIe siècle).
Le même, en hiver.
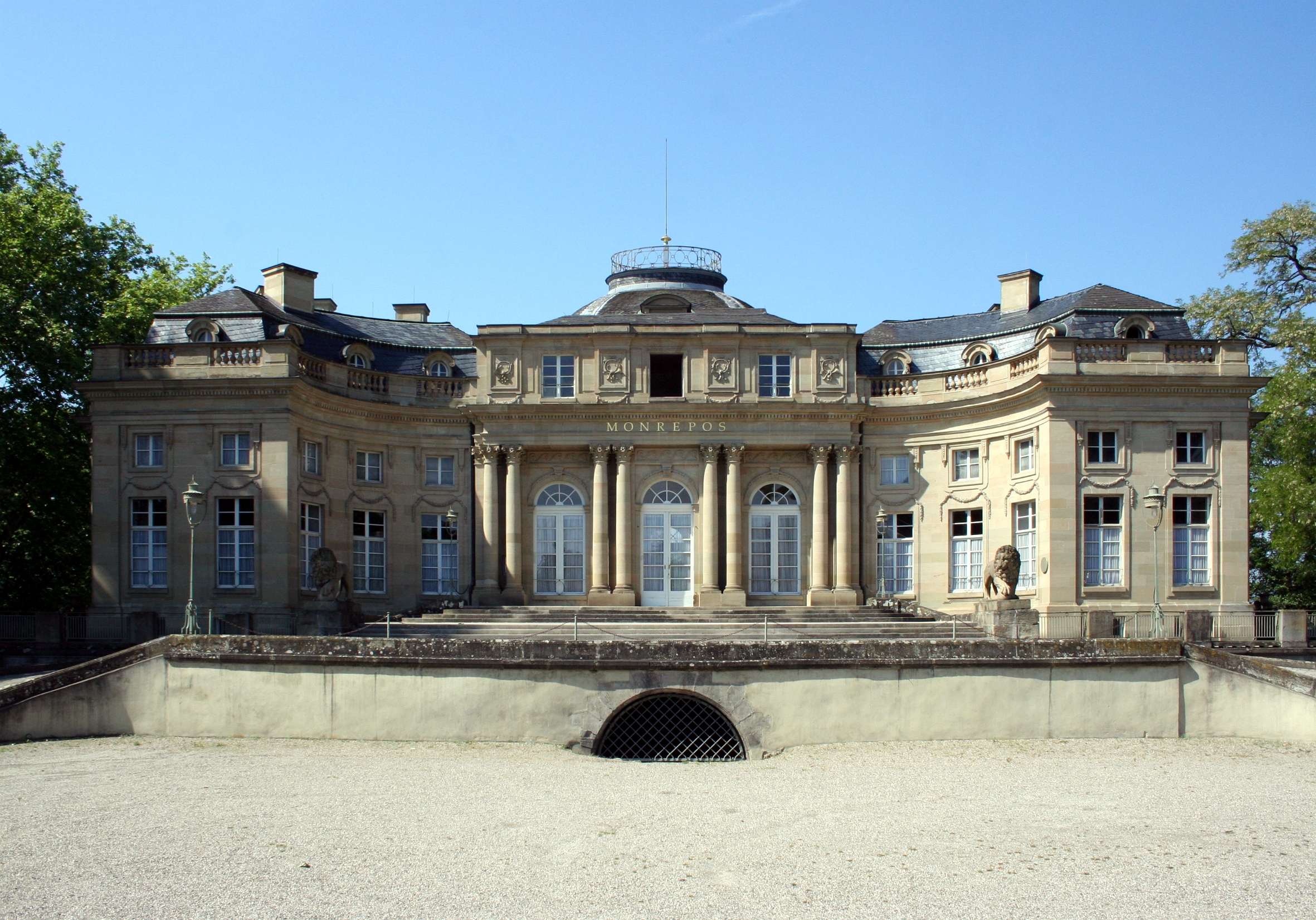
Château Monrepos (XVIIIe siècle).
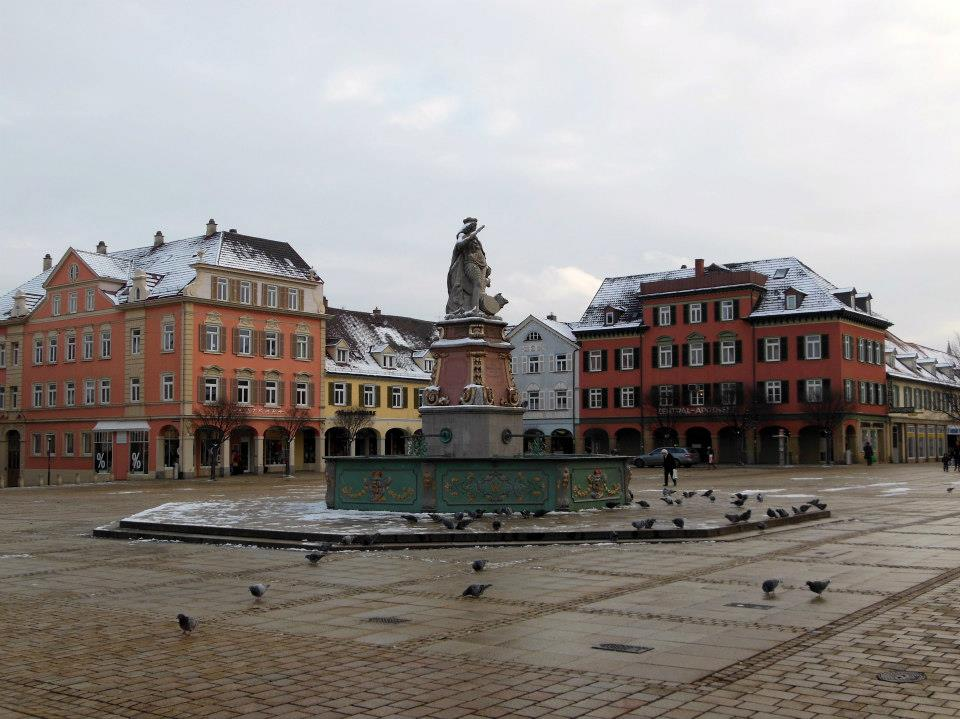
Place du marché.

## Politique
Maires successifs depuis 1720 :
| - 1720-1739 : Johann Wilhelm Wildt - 1741-1755 : Jacob Friedrich Kornbeck - 1755-1785 : Georg Thomas Schönleber - 1786-1792 : Johannes Bunz - 1792-1796 : Johann Georg Kerner - 1796-1805 : Christian Friedrich Baz - 1805-1817 : Johannes Bunz - 1819-1840 : Gottfried Heinrich Preyß - 1840-1864 : Karl Friedrich Bunz - 1864-1897 : Heinrich von Abel | - 1897-1926 : Gustav Hartenstein - 1927-1930 : Erich Schmid - 1931-1945 : Karl Frank - 1946-1954 : Elmar Doch - 1954-1960 : Robert Frank - 1960-1968 : Anton Saur - 1968-1984 : Otfried Ulshöfer - 1984-1995 : Hans Jochen Henke - 1995-2003 : Christof Eichert - 2003-aujourd'hui : Werner Spec |

## Sports
Ludwigsburg est berceau du club de basket-ball du Riesen Ludwigsbourg qui évolue en première ligue allemande.
À compter de la saison 2024-2025, la section féminine du club de handball du SG BBM Bietigheim est renommée HB Ludwigsburg.

## Jumelages
Louisbourg partage avec Montbéliard le privilège d'être le premier jumelage franco-allemand. C'est Lucien Tharradin, maire de Montbéliard, ancien résistant et rescapé du camp de Buchenwald qui en posera les premières bases.
- Montbéliard (France) depuis 1950
- Caerphilly (Pays de Galles) depuis 1960
- Eupatoria (Ukraine) depuis 1990
- Saint Charles (Missouri) (États-Unis) depuis le 6 juillet 1996
- Bergame (Italie) depuis 2022
- Échanges linguistiques : Mörike Gymnasium avec les Lycées Albert Camus (Firminy) et Georges Cuvier (Montbéliard) et avec le Collège Notre-Dame (Niort).

## Personnalités illustres
- Joan Baptista Pla (1720-1773) compositeur et hautboïste classique catalan, y est mort.
- Justinus Kerner (18 septembre 1786 - 21 février 1862 à Weinsberg), physicien.
- Eberhard Friedrich Walcker (1794-1872), a fondé à Louisbourg, en 1821, sa manufacture d'orgues E.F. Walcker & Cie qui deviendra l'une des plus prestigieuses d'Allemagne et d'Europe.
- Eduard Mörike (1804-1875), écrivain romantique.
- Wilhelm-Sigismund Teuffel, philologue né le 27 septembre 1820 à Louisbourg et mort le 8 mars 1878 à Tübingen.
- Caroline Märklin (1826-1893), cheffe d'entreprise née à Louisbourg.
- Otto Haberer : artiste peintre et décorateur suisse, né le 17 juin 1866 à Louisbourg et mort le 17 mars 1941 à Zurich.
- Wilhelm Groener : Militaire et homme d'État allemand, né le 22 novembre 1867 à Louisbourg et mort le 3 mai 1939 à Potsdam.
- Felix Hoffmann (1868-1946), scientifique allemand ayant découvert l'acide acétylsalicylique (aspirine).
- Arnold van Gennep : ethnologue et folkloriste français, est né en 1873.
- Josef Dietrich (28 mai 1892 à Hawangen, district de Memmingen en Bavière - 24 avril 1966 à Louisbourg), général SS, au grade le plus élevé de la Waffen-SS, reconnu criminel de guerre.
- Caesar von Hofacker (2 mars 1896 - 20 décembre 1944 à Berlin), appartenant à la Luftwaffe et exécuté par les nazis.
- Hartmut Michel (18 juillet 1948), prix Nobel de chimie en 1988.
- Andreas Schockenhoff (1957-2014), homme politique.
- Nick Bätzner (2000-), footballeur

## Galerie photographique

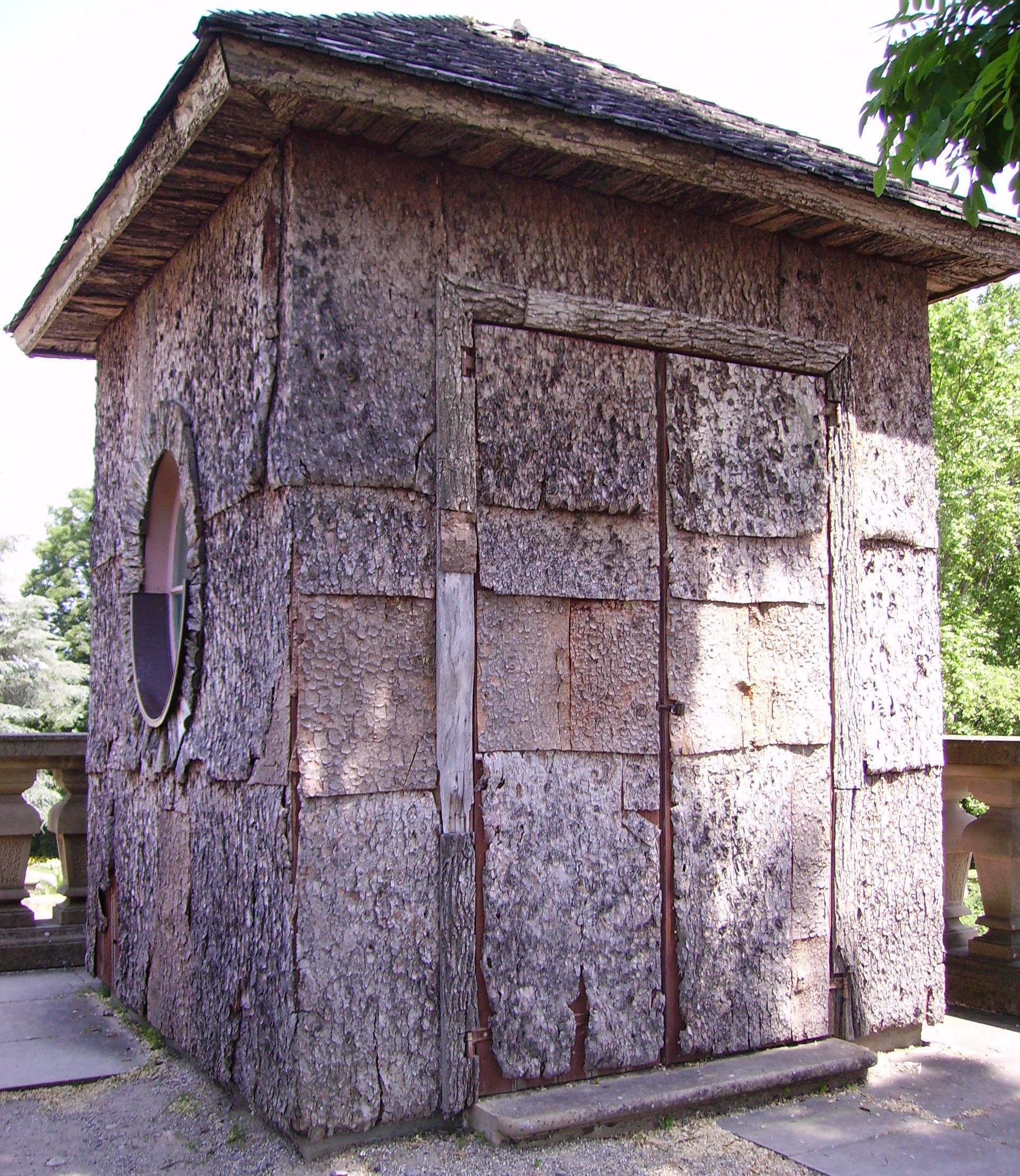
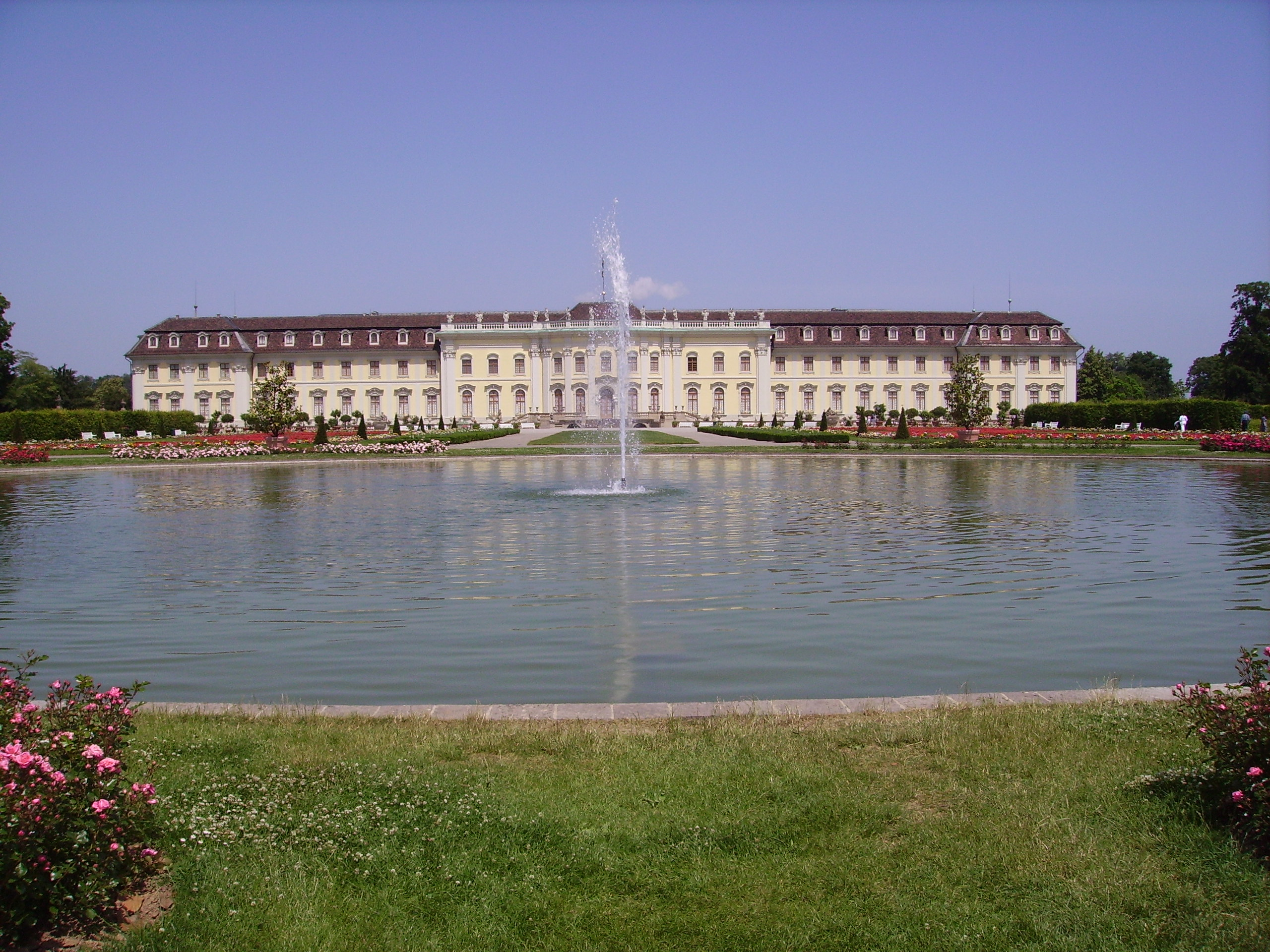
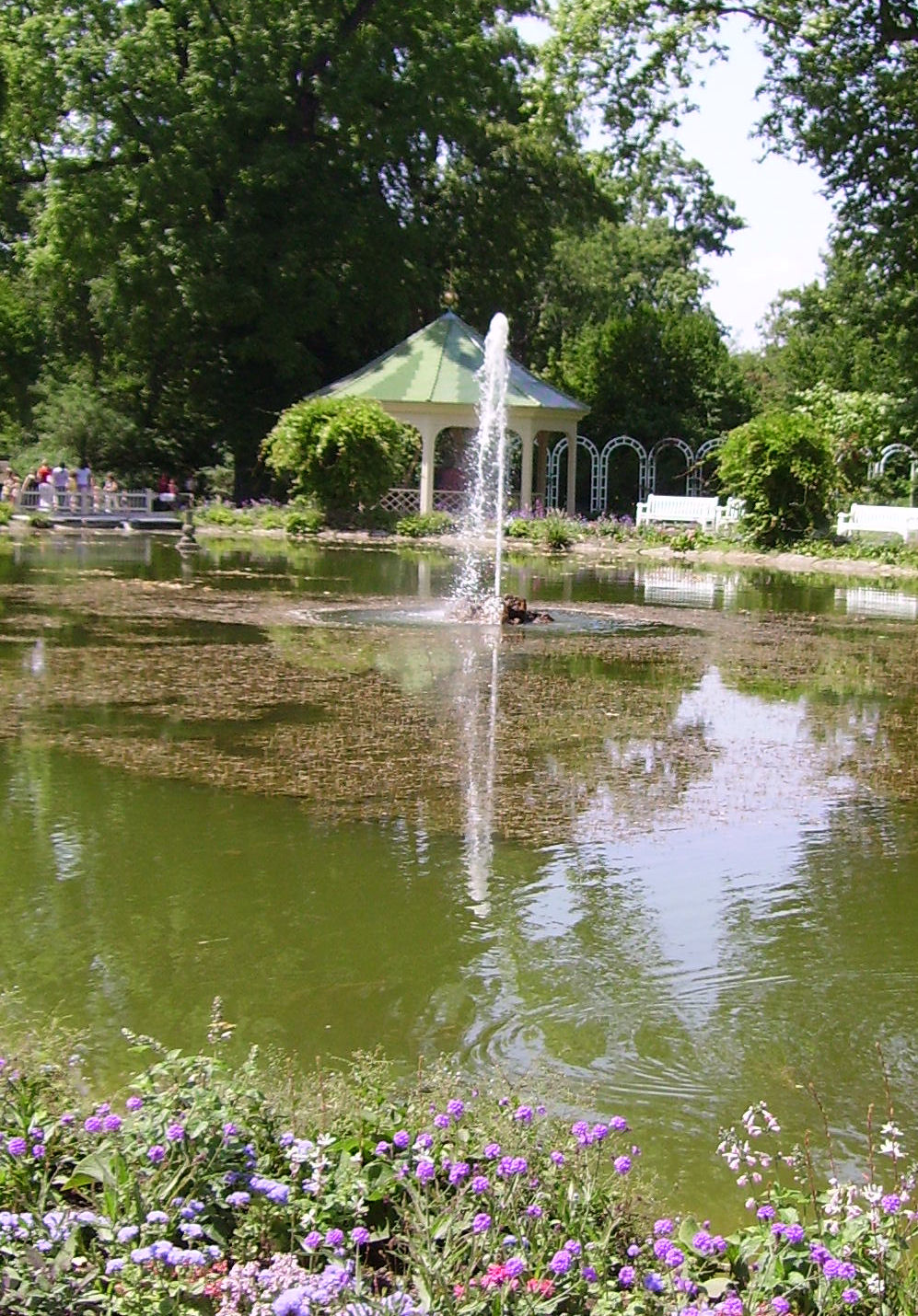
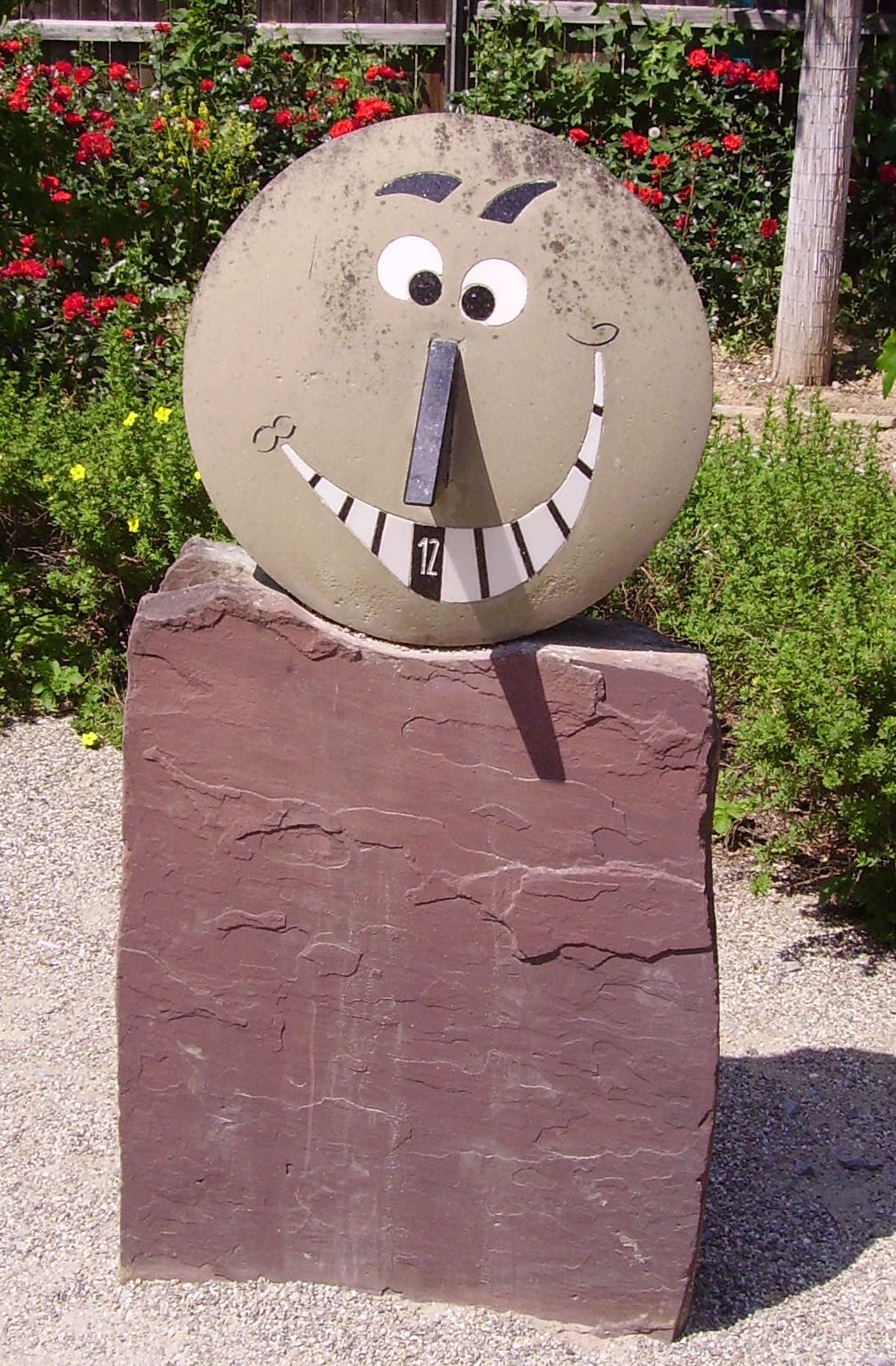
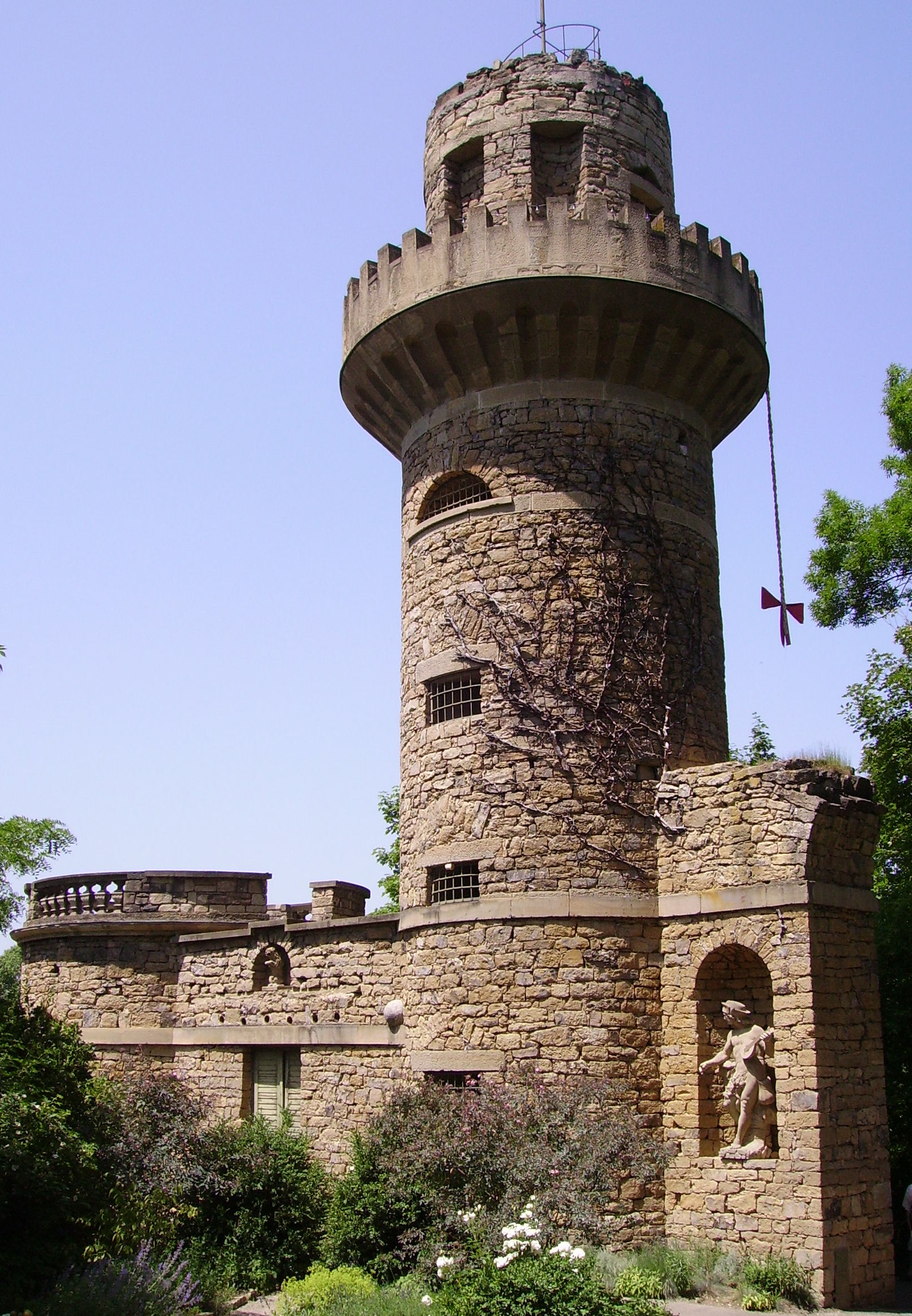
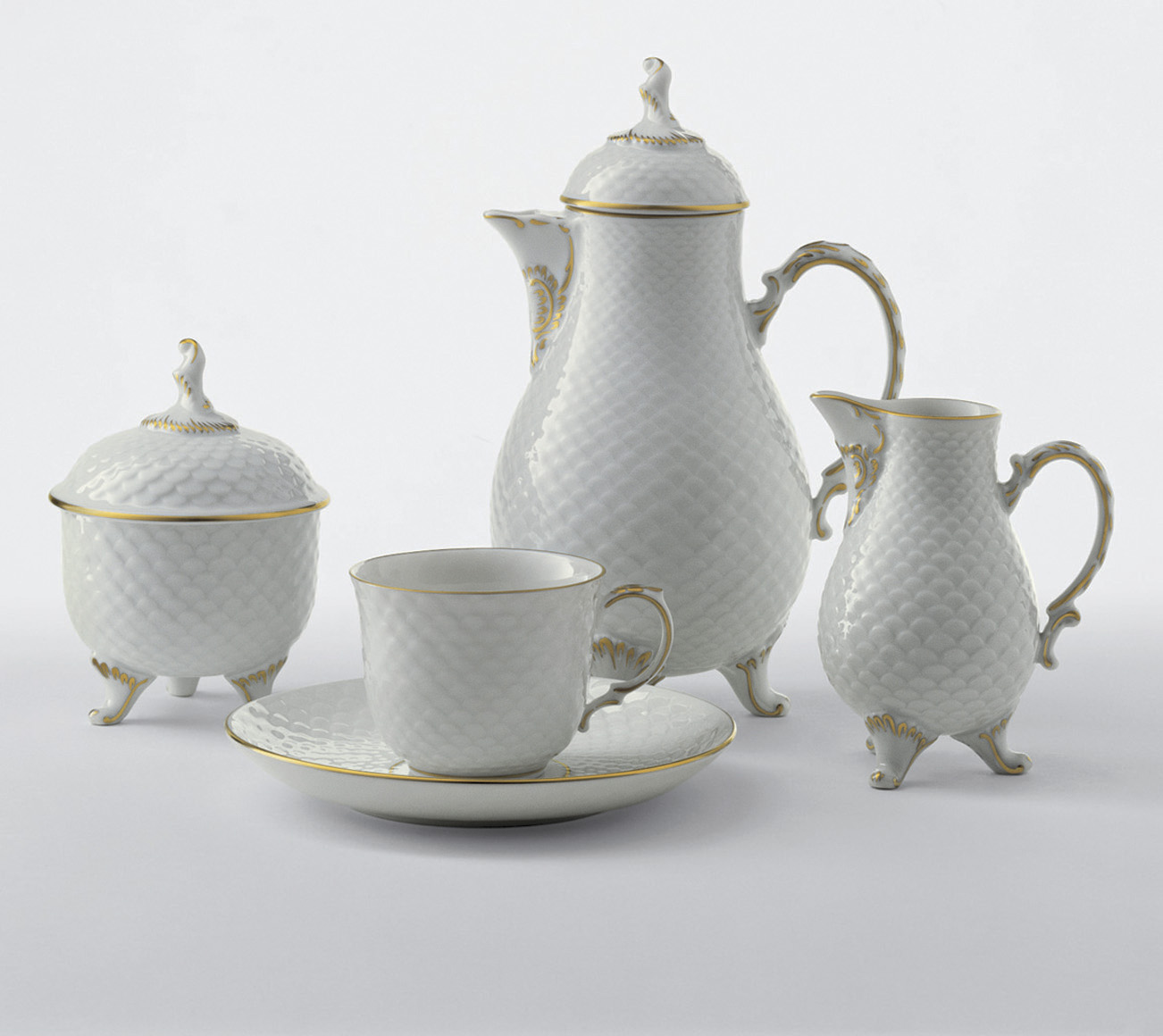
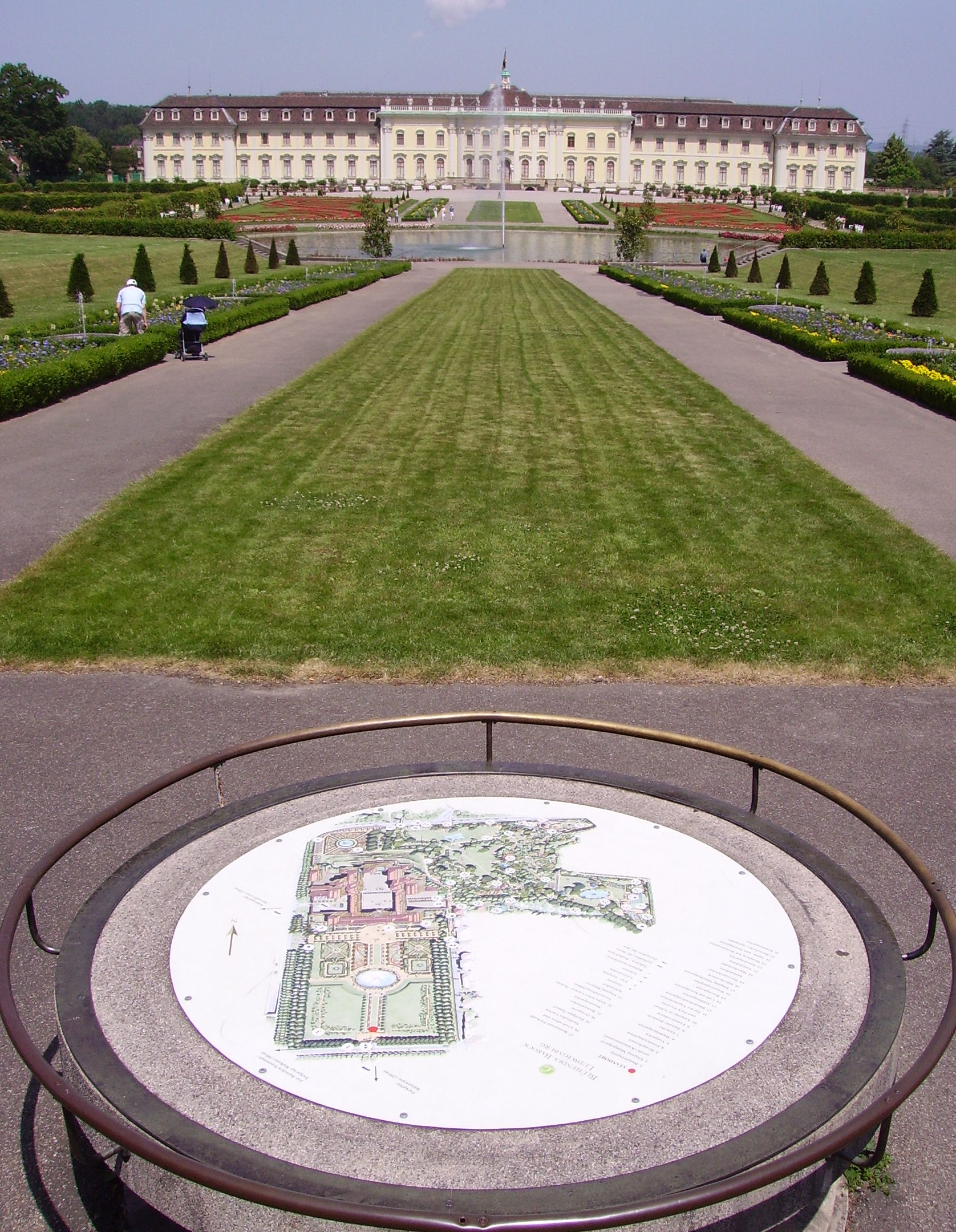
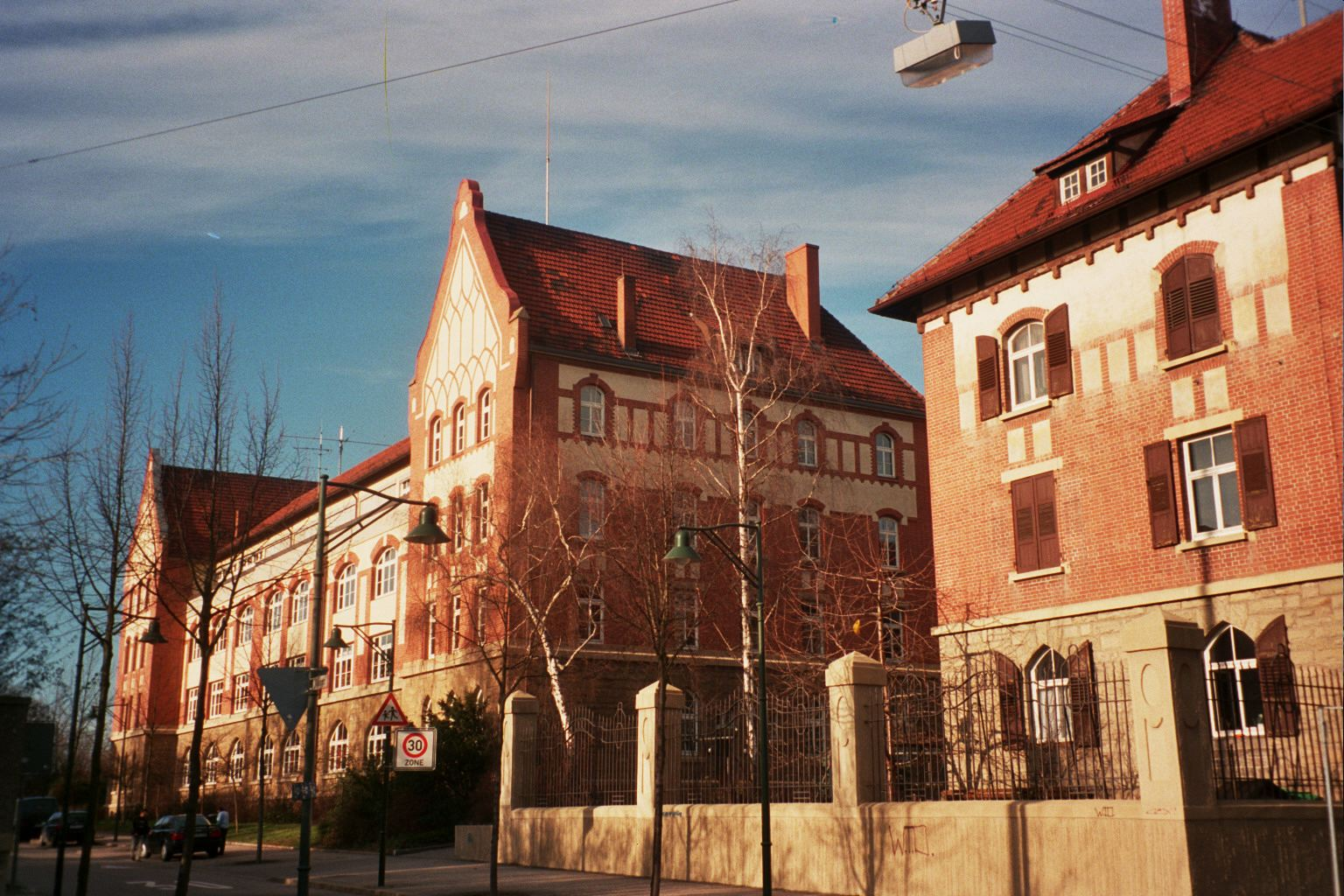
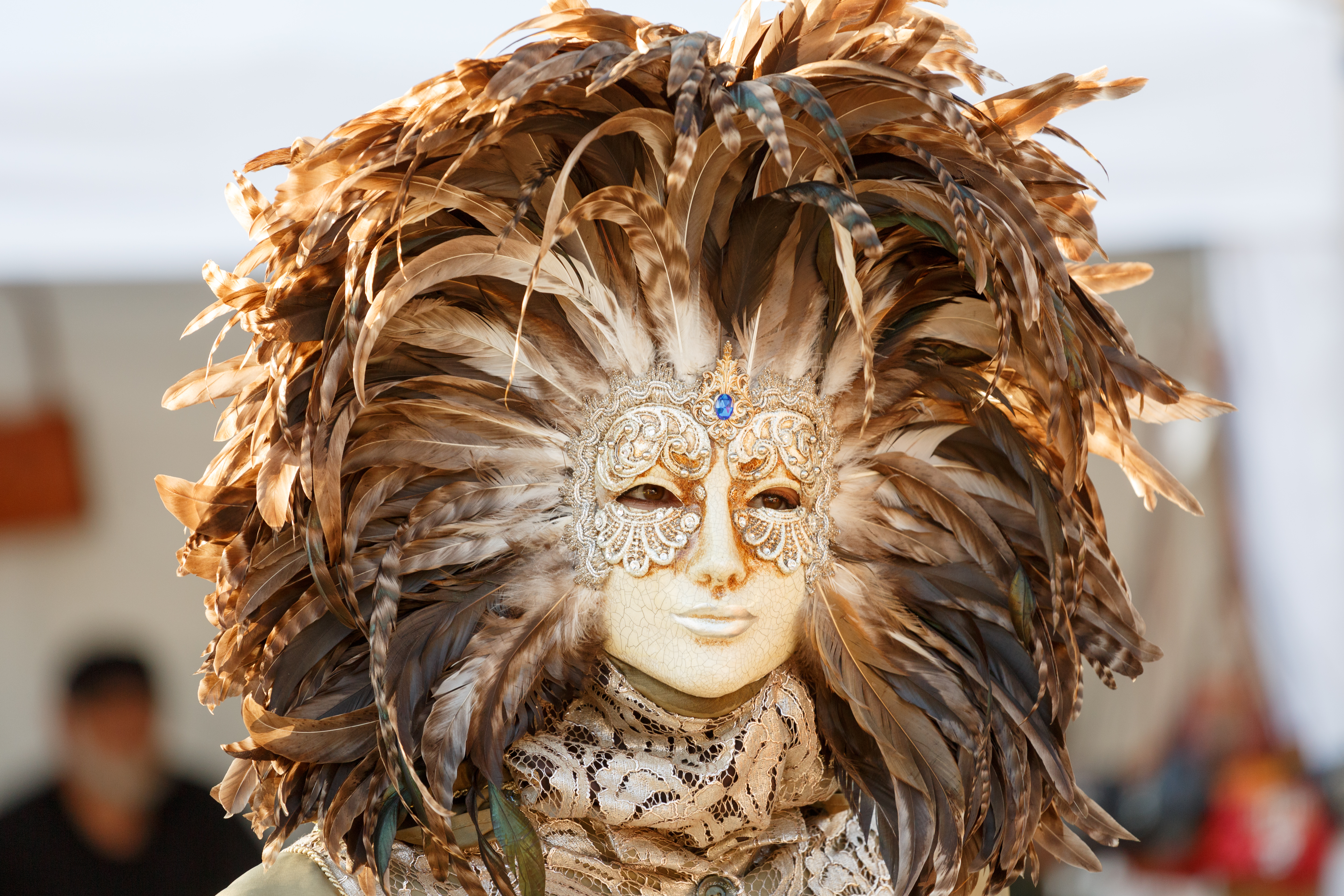